# Prix Georges-Nicole
Le Prix Georges-Nicole est un prix littéraire suisse créé en 1969.
Ce prix est attribué (sur manuscrit) à un écrivain de langue française, suisse ou résidant en Suisse, et qui n'a pas encore été publié. Il a été créé en 1969 par Nicolas Bouvier, Maurice Chappaz, Jacques Chessex et Bertil Galland, et porte le nom du critique Georges Nicole (1898-1959).

## Lauréats
- 1969 : Anne-Lise Grobéty, Pour mourir en février / Jean-Marc Lovay, Epître aux Martiens.
- 1974 : Marie-José Piguet, Reviens ma douce / Dominique Burnat, Le Mouroir.
- 1977 : Catherine Safonoff, La Part d'Esmé.
- 1987 : François Conod, Ni les ailes ni le bec.
- 1991 : Hubert Auque, José (Joselito).
- 1994 : Élisabeth Horem, Le Ring.
- 1997 : Sylvaine Marguier, Le Mensonge.
- 2001 : Thierry Luterbacher, Un cerisier dans l’escalier / Yves Rosset, Aires de repos sur l’autoroute de l’information.
- 2004 : Jean-Euphèle Milcé, L'Alphabet des Nuits.
- 2007 : Nathalie Chaix, Exit Adonis.
- 2010 : Anne-Claire Decorvet, En habit de folie.
- 2013 : Silvia Härri, Loin de soi.
- 2016 : Matthieu Ruf, Percussions.
- 2019 : Adrien Bürki, Sur la Chapelle.
- 2022 : Alice Bottarelli, Les quatre sœurs Berger[3].

Inédits au moment de l'attribution du prix, les livres ont, jusqu'en 2014 été publiés par Bernard Campiche éditeur, pour passer, en 2015, en mains des Éditions de l'Aire.